# La Mesa del Tepozán
La Mesa del Tepozán es una localidad mexicana en el municipio de Jerécuaro, Estado de Guanajuato. Tiene 360 habitantes. La Mesa del Tepozán está a 2190 metros de altitud. Esta comunidad surge en el año 1890 y 1895 tras la llegada de sus primeros pobladores que comenzaron principalmente a poblar la zona montañosas construyendo casas de adobe y piedra que ellos mismos recolectaban de  los cerros construyendo alrededor de 20 casas que aún siguen en ruinas tras el abandono de las mismas.
Estos habitantes vivían de la agricultura t ganadería y algunos trabajaban en las haciendas cercanas como la exhacienda La Barranca que era de las más cercanas. Todo esto durante la dictadura de Porfirio Díaz que culminará con la Revolución mexicana en los años 20  durante la revolución la comunidad incrementó su población un 5% ya que los  cerros eran más seguros para habitar después de la revolución mexicana la mayoría de los habitantes habrían bajado la zonas planas al costado del cerro (La Mesa) para tener más acceso a los poblados más cercanos.
Tras un crecimiento del país la comunidad pasó a tener alrededor de 80 habitantes y el los 50 esta población incrementaría a 120 y fue con la llegada de las redes eléctricas en los 80 la comunidad comenzó un crecimiento gradual del 50%  teniendo alrededor de 200 habitantes.
En los 90 por primera vez la comunidad contó con agua potable tras la inauguración del pozo de agua en la comunidad vecina El Tepozán, ayudando así en cubrir las necesidades  básicas de un pequeño poblado, los habitantes en su mayoría se dedicaron a la agricultura ganadería y pequeños comercios algunos habitantes  migraban a los Estados Unidos y representaban el sustento de sus familias.
Esta comunidad comenzó el declive de su crecimiento en el 95 después del tratado de libre comercio entre México, Canadá y los Estados Unidos  afectados indirectamente el campo y durante la devaluación de la moneda mexicana esto  aceleró la migración a Estados Unidos pero a la vez incrementó el ingresos de las familias pues con la ayuda de las divisas mantenían el crecimiento de la comunidad. Tras el fortalecimiento de la frontera estadounidense después de los ataques del 11 de septiembre los migrantes  comenzaron a migrar con sus familiares pues era más difícil el cruce y por lo tanto se establecerían en los Estados Unidos con sus familias, el declive de la comunidad continuaría durante  el 2000 a las fecha (2014)   
En 2014, en la localidad hay 111 hombres y 99 mujeres. La relación mujeres/hombres es de 0,892. El ratio de fecundidad de la población femenina es de 7,17 hijos por mujer. El porcentaje de analfabetismo entre los adultos es del 12,86% (5,41% en los hombres y 21,21% en las mujeres) y el grado de escolaridad es de 5,18 (5.08 en hombres y 5,27 en mujeres).
En La Mesa del Tepozán el 0% de los adultos habla alguna lengua indígena. En la localidad se encuentran 89 viviendas, de las cuales el 0,48% disponen de una computadora.
En diciembre del 2017 se concluyó con pavimentación de la calle principal que conecta a las tres mesas  aún que aún falto conectar una mesa y conectar la escuela es un gran logro para el desarrollo de la comunidad.
El día 28 de febrero del 2024 por primera vez llega  a la comunidad la fibra óptica un logro destacado, el internet de alta velocidad fomentará el desarrollo y la conectividad a los habitantes de la comunidad